# Finlanda la Concursul Muzical Eurovision 2010
Finlanda participă la concursul muzical Eurovision 2010. Televiziunea națională a Finlandei, YLE, a organizat un concurs național pentru determinarea reprezentantului țării sale. Finala concursului a avut loc la 30 ianuarie 2010 și, inițial, s-au ales trei pretendenți. Ulterior, acești trei pretendenți au participat la o superfinală unde a învins formația Kuunkuiskaajat.